# Casco de cresta romano tardío

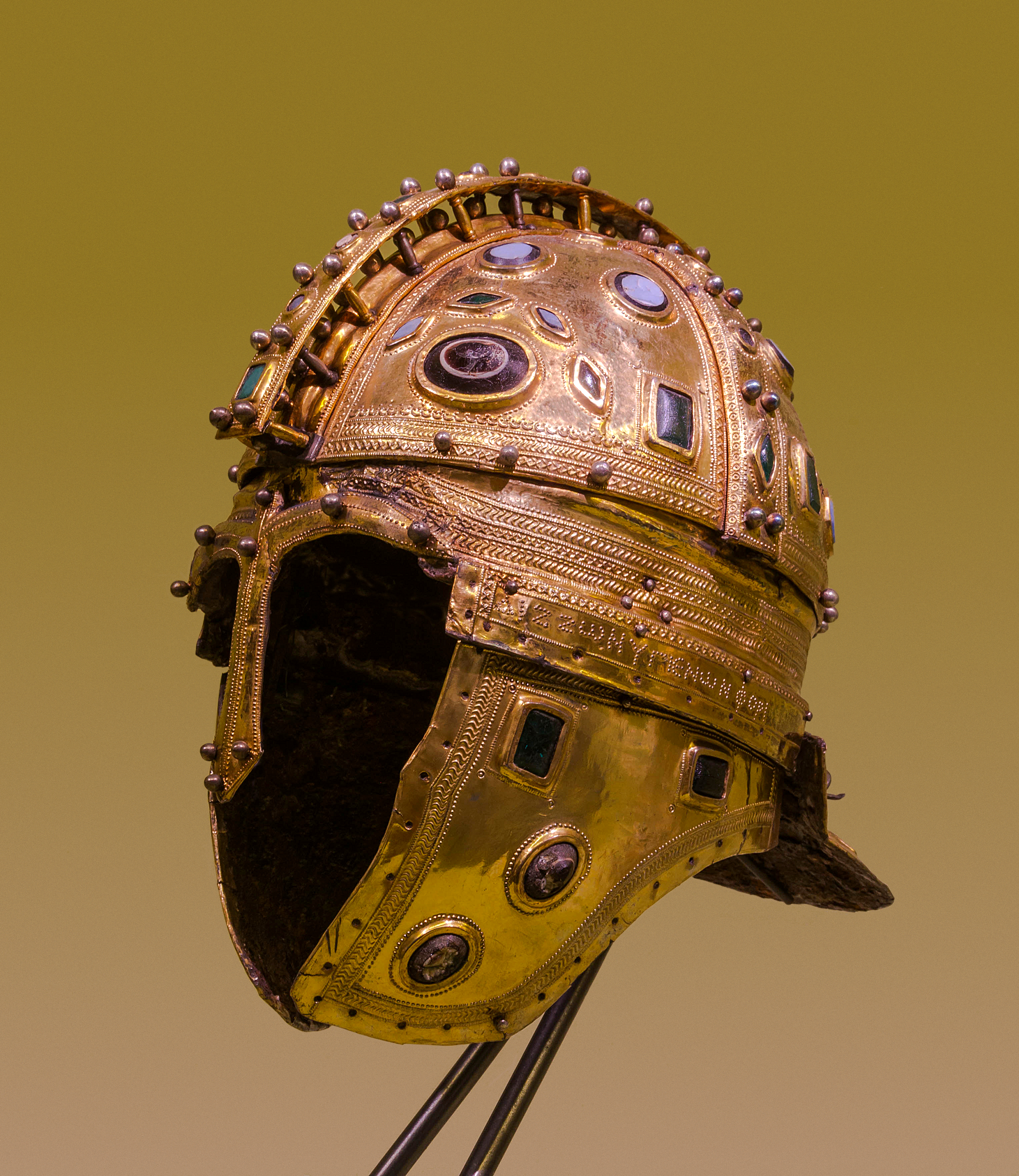
Casco de cresta romano (Berkasovo I), S. IV. Hecho de hierro y revestido de plata dorada, está decorado con piedras de cristal. Encontrado en el "tesoro Berkasovo", Muzej Vojvodine, Novi Sad (Serbia).

El casco de cresta romano tardío era un tipo de casco de combate de la antigüedad tardía utilizado por soldados del ejército tardorromano. Se caracteriza por estar constituido por un recipiente formado por dos o cuatro partes, unidas por una cresta longitudinal.

## Orígenes
A finales del siglo III se produjo una ruptura total en el diseño de casco romano. Los anteriores tipos de cascos romanos, basadas en última instancia en diseños celtas, fueron reemplazadas por nuevas formas derivadas de los cascos desarrollados en el Imperio sasánida. Una forma muy relacionado con los cascos de cresta romanos está representado por un solo ejemplar de casco de Dura Europos que se compone de una construcción similar, pero con un cráneo mucho más abovedado. Probablemente pertenecía a un guerrero sasánida del siglo III. Esto refuerza la evidencia del origen sasánida de este tipo de casco Dos formas principales de la construcción del casco fueron adoptados por los romanos casi al mismo tiempo: el casco de cresta, y el spangenhelm, que se adoptó probablemente también a partir de los sármatas. El ejemplo confirmado más temprano de un casco de cresta romano tardío es el casco Richborough, que data aproximadamente del 280 d C.